# Правописна реформа на българския език от 1945 година
Правописната реформа на българския език от 1945 г. следва линията, зададена от Лениновата реформа на руския език от 1918 г., и реформата на българския правопис от 1921 г., наложена от правителството на БЗНС.
След правописната реформа в Русия, проведена от болшевишкото правителство след Октомврийска революция, отношението на левите политически сили в България – комунисти и земеделци, към правописа добива политически измерения. Те разглеждат някои правописни правила като проява на езиков елитизъм и отчуждение на интелигенцията от масите. Определени букви като щ, ѣ, ю, я, ѫ са обявени за буржоазни, а ѣ и ѫ като символ на консерватизъм и великобългарски шовинизъм.
След преврата на 9 септември 1944 г. правителството на Отечествения фронт назначава комисия от езиковеди и писатели, която „да разгледа възможностите за опростяване на българския правопис“. Въпреки силната съпротива на български общественици и писатели, включително и членове на комисията като Елин Пелин, в началото на следващата година комисията внася в Министерския съвет предложение за реформа на българския правопис, което на 27 февруари 1945 г. е публикувано в Държавен вестник като наредба-закон.

## Азбука
Азбуката съдържала 32 букви:
| А а     | Б б | В в | Г г | Д д | Е е | Ж ж | З з |
| И и (ѝ) | Й й | К к | Л л | М м | Н н | О о | П п |
| Р р     | С с | Т т | У у | Ф ф | Х х | Ц ц | Ч ч |
| Ш ш     | Щ щ | Ъ ъ | Ь ь | Ѣ ѣ | Ю ю | Ѫ ѫ | Я я |

## Основни положения
- Изхвърля се от употреба буквата ят (ѣ) и се заменя с я, е или по-рядко а, според ятовото правило. Така например вместо бѣлъ вече се пише бял, а за останалите форми се ползва буквата е: бели.
- Изхвърля се от употреба буквата голям юс (ѫ) и се замества с ъ или а (по-рядко). Пример. Вместо бѫда, където големият юс се изписва по исторически причини, защото в миналото е отразявал специфичен звук, се замества с големия ер и става бъда. Също така: вместо „тѣ сѫ“ вече се изписва „те са“.
- Прекратява се изписването на краесловен ъ, където няма звукова стойност.
- Прекратява се изписването на краесловен ь, но се запазва пред буквата о за означаване на мекост (пример: миньор).
- Остава в сила синтактичното правило за употреба на пълен и кратък член при съществителните от мъжки род, единствено число. (Заб.: По тази точка комисията предлага свободна, по избор, употреба на двете форми, но Министерският съвет не одобрява това предложение.)
- Опростен е правописът на някои думи: вместо нуждни вече се изписва нужни, вместо сърдце – сърце, вместо праздникъ – празник, вместо гостба – гозба и др.

| Преди реформата         | След реформата       |
| ----------------------- | -------------------- |
| бѣли цѣлъ               | бели цял             |
| Ваньо търгъ царь човѣкъ | Ваньо търг цар човек |
| ще бѫда тѣ сѫ           | ще бъда те са        |

## Допълнителни положения
Правописната комисия дава решение или насока и на други правописно-езикови въпроси, като:
- отпадане на форми на винителния падеж при лични имена, титли и обръщения от мъжки род: Повикаха Ивана.; Търсеха г-на генерала.
- отпадане на остарели форми на дателния падеж: Българската народна банка плаща предявителю хиляда лева.[1]
- отпадане на двойна употреба на звателния падеж: Г-не генерале!
- уточнен е правописът на редица стари и нови думи в българския език;
- внесени са опростявания и уточнявания в правописа на сложните думи, на главните букви и в употребата на препинателните знаци.

## Подкрепа и критика
Поддръжниците на тази реформа я определят като:
- Продължение на проекта на Константин Величков от 1895 г. и този на БАН от 1922 г.
- Съобразена с еволюцията на българския език и на българската писменост – прилагане на фонетичния писмен принцип и отхвърляне на традиционно-историческия принцип, затрудняващ широката употреба на правописа, въпреки че историческо изписване на думи още съществува.
- Полезна за по-широкото и правилно усвояване на книжовния говор с премахването на двузначната буква ят.

Критиците на реформата смятат, че:
- Реформата е просъветска и наложена по идеологически подбуди и под чуждо влияние.
- По същество реформата представлява нагаждане на правописа към неграмотността, която тя цели да ограничи.
- Реформата „осакатява“ българската азбука, за да доближи българския правопис до руската ортография.
- Целейки създаването на разграничителна линия между написаното до и след 1944 г., реформата къса живи връзки между съвременния български правопис и старобългарската писменост. Така българският език губи своя образ и отличителни черти на пряк потомък на старослявянския език.
- Промените, особено изхвърлянето на буквите ѣ и ѫ, се разглеждат като предателство спрямо западните говори, в частност македонските.[2] (По същото време в Народна република Македония започва агресивна кампания, насочена към обезбългаряване на местното население и заместване на българския език с новосъздадената „македонска литературна норма“.)
- Реформата спомага за скъсването на езиковите и културните връзки с българските общности, останали извън новите граници на българската държава, и води до размиване и заличаване на местни говори и наречия.

Професор Румен Стоянов пише:
| „ | За разлика от упоменатите езици/народи, само за българския Е-двойно обединяващ фактор е спрямо целокупността. При нас старобългарското Е-двойно не препраща единствено към висока словесност и прочие, както у руснаците, а е първостепенен носител на спояваща нацията мощ. | “ |

Според писателя Константин Петканов:
| „ | Правописът е една културна традиция, която подлежи само на усъвършенстване, но не и на опростяване [...] Българският език е баща на славянските езици и затова той на всяка цена трябва да запази връзката си със старославянския език [...]. | “ |

| „ | Реакционно е да изнасилваш езика, за да го пригодиш към вкуса на неграмотните [...] Културно е само онова, което е една стъпка напред и което споява, а не разединява [...]. | “ |

## Текстов пример
- „Ако България, вмѣсто да се простре дори до Егейското море и до Охридското езеро, би се ограничила на югъ до линията на Балкана, а другата часть остане подъ властьта на султана, тѣзи опасности твърде биха се смекчили, дори и ако съвсемъ не биха изчезнали. Въ такъвъ случай една нова морска сила не би се прострѣла по брѣговетѣ на Егейското море, една твърде значителна часть отъ гръцкото население, което би се видѣло въ опасность да бѫде погълнато въ новата България и да бѫде подчинено на едно славянско мнозинство, би запазила политическата позиция, която сега заема, а Портата би притежавала една стратегическа граница, която тя би можала да защищава въ бѫдеще противъ всѣко нападение. Тази стратегическа изгода би могла да се постигне безъ да се повреди на населението на тази страна, чиято сѫдба по-скоро би се подобрила.[5]“